# Marius et Jeannette
Marius et Jeannette is een Franse film van Robert Guédiguian die werd uitgebracht in 1997.
In 1997 werd de film geselecteerd voor de sectie Un certain regard op het Filmfestival van Cannes en oogstte er heel wat bijval, wat zou leiden tot de grote doorbraak van cineast Guédiguian bij het grote publiek.

## Samenvatting
Marseille, L'Estaque. Marius verdient de kost als bewaker van een reusachtige vervallen cementfabriek die gesloopt zal worden. Jeannette is een alleenstaande moeder met twee kinderen die probeert rond te komen met haar salaris van kassierster. De zwijgzame Marius en de vrolijk kwetterende Jeannette zoeken moeizaam toenadering. Beiden werden ze al gekwetst door het leven. Met vallen en opstaan leren ze opnieuw gelukkig worden ...

## Rolverdeling
| Acteur                 | Personage       |
| ---------------------- | --------------- |
| Ariane Ascaride        | Jeannette       |
| Gérard Meylan          | Marius          |
| Pascale Roberts        | Caroline        |
| Jacques Boudet         | Justin          |
| Frédérique Bonnal      | Monique         |
| Jean-Pierre Darroussin | Dédé            |
| Laetitia Pesenti       | Magali          |
| Miloud Nacer           | Malek           |
| Pierre Banderet        | mijnheer Ebrard |